# Bodonal de la Sierra
Bodonal de la Sierra je španělská obec situovaná v provincii Badajoz (autonomní společenství Extremadura).

## Poloha
Obec leží blízko města Fregenal de la Sierra a 105 km od Badajozu. Je situována na jihu provincie v předhůří Tentudíi. Spadá do okresu Tentudía a soudního okresu Fregenal de la Sierra. Nachází se zde barokní kostel zasvěcený Svatému Blažeji. Obcí prochází silnice EX-201.

## Historie
V roce 1594 spadal tehdejší Bodonal do území Sevillského království a čítal 376 obyvatel. V roce 1834 se obec stává součástí soudního okresu Fregenal de la Sierra. V roce 1842 čítala obec 420 usedlostí a 1680 obyvatel.

## Odkazy

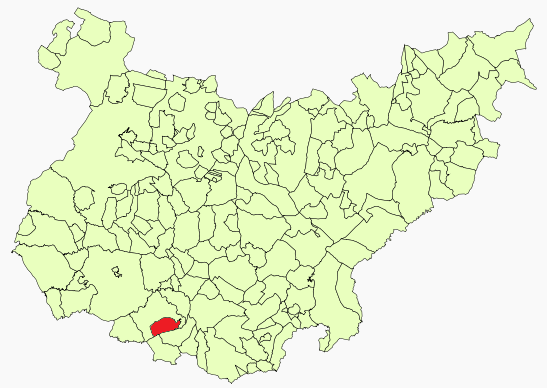
Poloha obce v provincii Badajoz

## Demografie
| Populace obce Bodonal de la Sierra z let (1842–2010) | Populace obce Bodonal de la Sierra z let (1842–2010) | Populace obce Bodonal de la Sierra z let (1842–2010) | Populace obce Bodonal de la Sierra z let (1842–2010) | Populace obce Bodonal de la Sierra z let (1842–2010) | Populace obce Bodonal de la Sierra z let (1842–2010) | Populace obce Bodonal de la Sierra z let (1842–2010) | Populace obce Bodonal de la Sierra z let (1842–2010) | Populace obce Bodonal de la Sierra z let (1842–2010) | Populace obce Bodonal de la Sierra z let (1842–2010) | Populace obce Bodonal de la Sierra z let (1842–2010) | Populace obce Bodonal de la Sierra z let (1842–2010) | Populace obce Bodonal de la Sierra z let (1842–2010) | Populace obce Bodonal de la Sierra z let (1842–2010) | Populace obce Bodonal de la Sierra z let (1842–2010) | Populace obce Bodonal de la Sierra z let (1842–2010) | Populace obce Bodonal de la Sierra z let (1842–2010) | Populace obce Bodonal de la Sierra z let (1842–2010) |
| ---------------------------------------------------- | ---------------------------------------------------- | ---------------------------------------------------- | ---------------------------------------------------- | ---------------------------------------------------- | ---------------------------------------------------- | ---------------------------------------------------- | ---------------------------------------------------- | ---------------------------------------------------- | ---------------------------------------------------- | ---------------------------------------------------- | ---------------------------------------------------- | ---------------------------------------------------- | ---------------------------------------------------- | ---------------------------------------------------- | ---------------------------------------------------- | ---------------------------------------------------- | ---------------------------------------------------- |
| 1842                                                 | 1857                                                 | 1860                                                 | 1877                                                 | 1887                                                 | 1897                                                 | 1900                                                 | 1910                                                 | 1920                                                 | 1930                                                 | 1940                                                 | 1950                                                 | 1960                                                 | 1970                                                 | 1981                                                 | 1991                                                 | 2001                                                 | 2010                                                 |
| 1 680                                                | 1 894                                                | 1 915                                                | 2 053                                                | 2 631                                                | 2 617                                                | 2 745                                                | 2 695                                                | 3 019                                                | 2 994                                                | 2 955                                                | 3 081                                                | 2 753                                                | 2 319                                                | 1 880                                                | 1 379                                                | 1 204                                                | 1 162                                                |